# Lista de membros da Royal Society eleitos em 1963
Esta é uma lista de Membros da Royal Society eleitos em 1963.

## Fellow of the Royal Society (FRS)
1. Sir John Adams[2]
2. Eric Ashby, Baron Ashby[3]
3. Horace Newton Barber[4]
4. Eric Burhop[5]
5. Harold Garnet Callan[6]
6. John Cassels[7]
7. Thomas Neville George[8]
8. Sir James Learmonth Gowans[9]
9. Sir Peter Hirsch[10]
10. John Herbert Humphrey[11]
11. Peter Leslie Krohn[12]
12. Dietrich Küchemann[13]
13. Michael Selwyn Longuet-Higgins[14]
14. John Freeman Loutit[15]
15. John Walter Guerrier Lund[16]
16. Sheina Marshall[17]
17. Paul Taunton Matthews[18]
18. Bernard Mills[19]
19. Charles Garrett Phillips[20]
20. John Alexander Fraser Roberts[21]
21. Leonard Rotherham[22]
22. Thomas Stevens Stevens[23]
23. Sir Morris Sugden[24]
24. David Tabor[25]
25. Arthur James Cochran Wilson[26]

## Foreign Members (ForMemRS)
1. Emmanuel Fauré-Fremiet[27]
2. Karl Freudenberg[28]
3. Sewall Wright[29]
4. Hideki Yukawa[30]

## Statute 12 Fellow
1. Sir Isaac Wolfson[31]